# Iglesia del Sagrado Corazón (Junín)
La Iglesia Sagrado Corazón es un templo católico ubicado en el Barrio Belgrano de la ciudad de Junín, Argentina.

## Historia
La iglesia se construyó durante la década de 1950 y se inauguró el 24 de diciembre de 1958.

## Características
Su estilo es neorrománico con características bizantinas.

## Ubicación

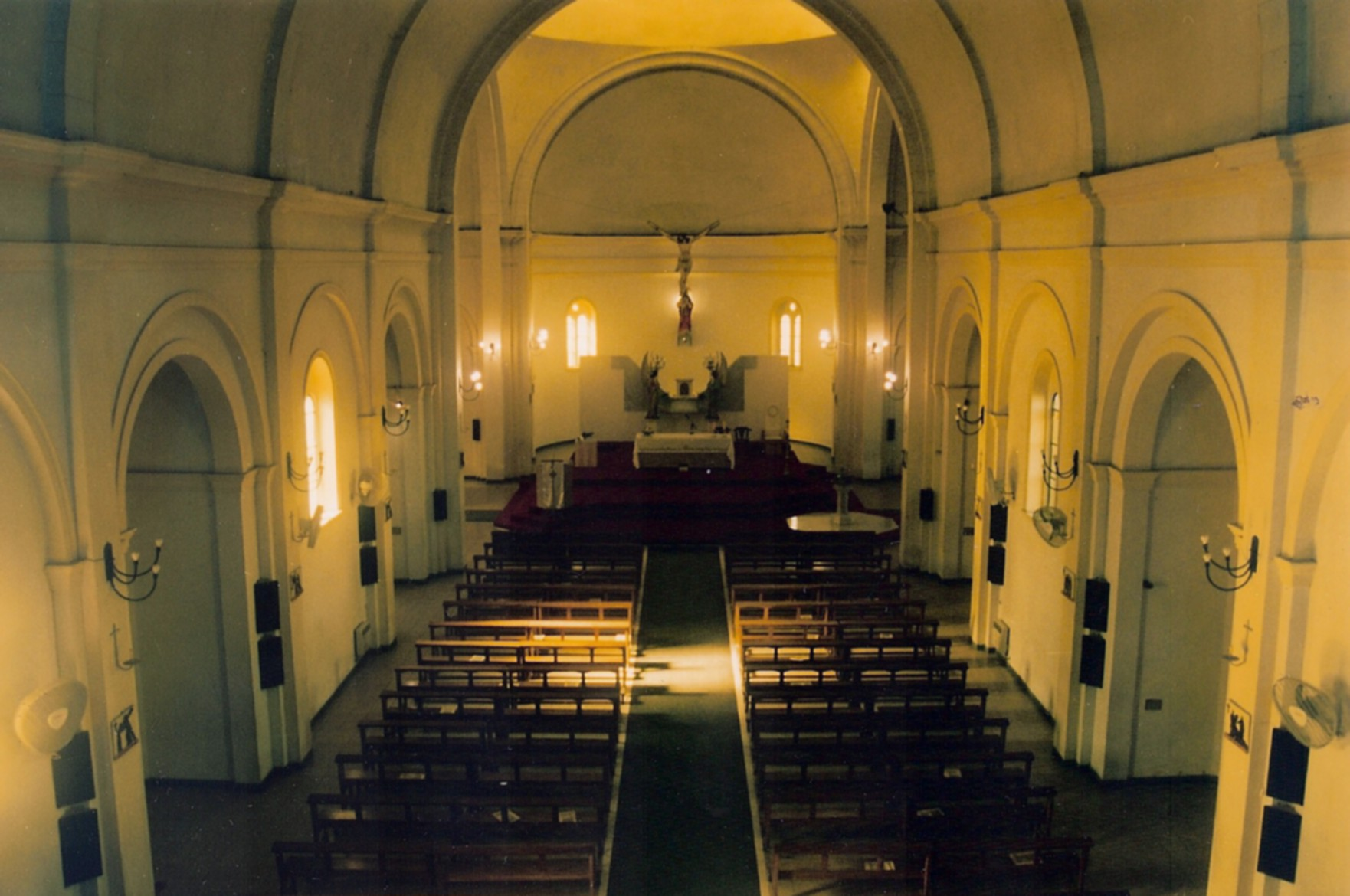
Nave central de la iglesia.

Se encuentra en la esquina de las calles Padre Ghío y Dorrego, frente a la Plaza Sarmiento, en el corazón del Barrio Belgrano.